# Valeri Bosenko
Valery Alekseievich Bosenko (en ruso Валерий Алексеевич Босенко), (1 de enero de 1927 en Mariupol, URSS) fue un filósofo marxista soviético, profesor en la Universidad de Kiev, especializado en materialismo dialéctico y problemas filosóficos de la pedagogía. Uno de los referentes del marxismo en el período posterior a la perestroika.

## Reseña biográfica
Valery Alekseievich Bosenko nació el 1 de enero de 1927 en la localidad de Mariupol. En 1946 ingreso a estudiar filosofía en la Universidad de Kiev, tras terminar sus estudios inició su carrera docente. En 1956 defendió sus tesis para la Candidatura en Ciencias Filosóficas "Algunas cuestiones de la continuidad y discontinuidad en el movimiento" que fuera dirigida por Pável Kopnin. En 1968 obtuvo su Doctorado con la tesis "La dialéctica como teoría del desarrollo".
Durante los años 70 promovió los grupos de discusión estudiantiles, esto como parte de sus concepciones pedagógicas. Estos grupos conformados por entre 15-20 personas se auto-denominaban "Dialéctica, hombre y comunismo" y tenían la práctica de reunirse a leer literatura y discutir de temas sociales y filosóficos. Bosenko también impulso los "Días de la ciencia" durante los cuales se celebraban conferencias dirigidas al amplio público estudiantil. Esta idea sería imitada en otras facultades y ciudades de la URSS. En los años 80, bajo la iniciativa de Valery Bosenko se crean los "grupos de problemas" por 5-7 estudiantes y que estaban dirigidos a la discusión de problemas teóricos generales de filosofía, en estos grupos por lo general se incluían tanto a estudiantes de cursos inferiores como a alumnos avanzados.
En los años de su labor docente trabajó de modo muy cercano a destacados pensadores del período soviético como Evald Ilyénkov, Yuri Zhdanov, Pável Kopnin, Lev Naumenko.
Los alumnos de Bosenko, posterior a la disolución de la Unión Soviética, tuvieron una influencia significativa sobre varias organizaciones de izquierda como la Unión Obrera de Ucrania (1996-2004), la Organización de Marxistas (2007-2011), y las revistas "Clase Obrera", "Communist.ru", "Propaganda" y "Marxismo y actualidad".

## Obras
- Sobre la relación dialéctica del salto y la explosión en el movimiento, Kiev, 1961.
- La dialéctica como teoría del desarrollo, Kiev, 1968.
- Problemas actuales del materialismo dialéctico, Kiev, 1983.
- Educar al educador, Kiev, 1990.
- Teoría universal del desarrollo, Kiev, 2001.
- La dialéctica como teoría del desarrollo, Kiev, 1968.